# U5 (Wenen)
U5 is een metrolijn in de Oostenrijkse hoofdstad Wenen. De kern van de lijn is een tramtunnel, de Zweierlinie, uit 1966 die eind jaren 1970 is omgebouwd en sinds 30 augustus 1980 onderdeel is van de metro.

## Geschiedenis
In de plannen van half jaren 1960 was lijnnummer 5 toegekend aan een lijn van Dornbach in het westen naar de linkeroever van de Donau via Ringturm en ten oosten van het centrum ruwweg via het oostelijke deel van U2 dat begin 21e eeuw is aangelegd. Volgens deze plannen zou ter hoogte van de Frankhplatz een kruisingsstation komen met de in de plannen noord-zuid lopende U2. Op 26 januari 1968 besloot de gemeenteraad tot de aanleg van drie metrolijnen waaronder een halve cirkel langs de west en noordrand van het centrum. Deze halve crikel bestond uit de Zweierlinie aan de westkant, de verbindingstunnels tussen de U2 en U5 en het deeltraject Schottentor - Ringturm (Schottenring) aan de noordkant. De nadere uitwerking van het metronet, de U-Bahn-Netzvariante M uit 1970, toonde het westelijke deel van de eerdere U5 als zijtak van de U4 onder het nummer U4A terwijl lijnnummer U5 als een noord-zuid verbinding op de linkeroever van de Donau verscheen. De halve cirkel werd in 1980 als U2 in de dienstregeling opgenomen en lijn U5 verdween geruime tijd uit de plannen.

## 21e eeuw
In 2007 werd besloten om de U2 met 4,6 km ten zuiden van de Karlsplatz te verlengen met 5 stations. In 2014 werd dit ingetrokken toen een geheel nieuwe zuidtak voor de U2 werd voorgesteld, deze wordt bij Rathaus onder de oude tramtunnel gelegd. Hierbij kwam ook de U5 weer in beeld, nu als automatische metro door de tramtunnel uit 1966. De niet gebouwde verlenging van de U2 ten zuiden van Karlsplatz zijn als mogelijke verlenging van U5 voorzien. Ten noorden van Rathaus zal in 2025 het voorlopige eindpunt komen als Frankhplatz iets ten noorden van het ooit geplande kruisingsstation. Daarna zal de U5 verder naar het noorden het ooit voor de U2 voorziene traject volgen tot Arne-Carlsson-Park en dan naar het westen afbuigen om bij de Elterleinplatz op het traject uit te komen dat in de jaren 1960 voor de U5 was bestemd. met een verdere verlenging naar het westen kunnen dan ook Hernals en Dornbach worden aangesloten op de metro.

## Aanleg
De metrostations in de oude tramtunnel zullen worden voorzien van perrondeuren in verband met de automatische metro's en de "knik" bij de Frankhplatz vervalt omdat U5 daar recht naar het noorden zal doorlopen. Deze ombouw is op 28 mei 2021 begonnen en zal ongeveer twee jaar in beslag nemen, U2 rijdt heeft sindsdien Schottentor als westelijk eindpunt.

## Stations
| Station              | Overstappunt | Foto * | Type                         | Geopend          | Ligging                        | District     |
| -------------------- | ------------ | ------ | ---------------------------- | ---------------- | ------------------------------ | ------------ |
| Elterleinplatz       |              | 590 !  |                              | verwacht 2027    | 48° 13′ 6″ NB, 16° 19′ 53″ OL  | Hernals      |
| Michelbeuern         |              | 600 !  | maaiveld                     | 7 oktober 1989   | 48° 13′ 15″ NB, 16° 20′ 38″ OL | Alsergrund   |
| Arne-Carlsson-Park   |              | 960 !  |                              | verwacht 2027    | 48° 13′ 22″ NB, 16° 28′ 31″ OL | Alsergrund   |
| Frankhplatz          |              | 970 !  |                              | verwacht 2025    | 48° 12′ 53″ NB, 16° 21′ 23″ OL | Alsergrund   |
| Rathaus              |              | 980 !  | ondiep gelegen zuilenstation | 30 augustus 1980 | 48° 12′ 37″ NB, 16° 21′ 19″ OL | Innere Stadt |
| Lerchenfelder Straße |              | 990 !  | kuip                         | buiten gebruik   | 48° 12′ 25″ NB, 16° 21′ 23″ OL | Innere Stadt |
| Volkstheater         |              | 1050 ! | kuip                         | 30 augustus 1980 | 48° 12′ 18″ NB, 16° 21′ 29″ OL | Innere Stadt |
| Museumsquartier      |              | 1110 ! | kuip                         | 30 augustus 1980 | 48° 12′ 9″ NB, 16° 21′ 41″ OL  | Innere Stadt |
| Karlsplatz           | Badner Bahn  | 1120 ! | pylonenstation               | 25 februari 1978 | 48° 12′ 0″ NB, 16° 22′ 13″ OL  | Innere Stadt |
| Schwarzenbergplatz   |              | 1600 ! |                              | gepland          | 48° 11′ 58″ NB, 16° 22′ 32″ OL | Wieden       |
| Wien Rennweg         |              | 1610 ! |                              | gepland          | 48° 11′ 41″ NB, 16° 23′ 9″ OL  | Landstraße   |
| St. Marx (Eurogate)  |              | 1620 ! |                              | gepland          | 48° 11′ 21″ NB, 16° 23′ 50″ OL | Landstraße   |
| Arsenal              |              | 1630 ! |                              | gepland          | 48° 10′ 60″ NB, 16° 23′ 32″ OL | Favoriten    |
| Gudrunstraße         |              | 1640 ! |                              | gepland          | 48° 10′ 39″ NB, 16° 23′ 2″ OL  | Favoriten    |

* De sorteerwaarde van de foto is de ligging langs de lijn